# The Right Song
«The Right Song» es una canción realizada por los disc jockeys y productores neerlandeses Tiësto y  Oliver Heldens, con la colaboración de la cantante neerlandesa Natalie La Rose. Fue lanzada como sencillo el 22 de enero de 2016 a través de la discográfica Universal. Esta es la versión vocal del sencillo instrumental «Wombass» lanzado en noviembre de 2015 por Tiësto y Oliver Heldens.

## Video musical
Fue estrenado el 22 de enero de 2016 y estuvo a cargo del colectivo de directores Shynola. Una empleada de limpieza es la protagonista de una serie de secuencias de baile excéntricos mientras lidia con las consecuencias de una fiesta salvaje de una oficina.

## Lista de canciones
| CDr |                                     |          |  |
| N.º | Título                              | Duración |  |
| 1.  | «The Right Song» (Radio edit)       | 3:00     |  |
| 2.  | «The Right Song» (Original Version) | 3:25     |  |
| 3.  | «The Right Song» (Extended)         | 4:59     |  |

| Descarga digital (Remixes) |                                                |          |  |
| N.º                        | Título                                         | Duración |  |
| 1.                         | «The Right Song» (Dillon Francis Remix)        | 3:20     |  |
| 2.                         | «The Right Song» (Basement Jaxx Zone Dub)      | 5:41     |  |
| 3.                         | «The Right Song» (Mike Williams Remix)         | 4:50     |  |
| 4.                         | «The Right Song» (Tom Zanetti & KO Kane Remix) | 4:44     |  |

## Posicionamiento en listas
| País           | Lista (2016)           | Mejor posición |
| -------------- | ---------------------- | -------------- |
| Escocia        | Scottish Singles Chart | 18             |
| Estados Unidos | Dance/Electronic Songs | 22             |
| Estados Unidos | Hot Dance Airplay      | 7              |
| Irlanda        | Irish Singles Chart    | 57             |
| Noruega        | VG-lista               | 33             |
| Países Bajos   | Dutch Top 40           | 35             |
| Polonia        | Polish Airplay Top 20  | 49             |
| Reino Unido    | UK Singles Chart       | 39             |
| Reino Unido    | UK Dance Chart         | 10             |
| Suecia         | Sverigetopplistan      | 100            |